# Phyodexia carinata
Phyodexia carinata là một loài bọ cánh cứng trong họ Cerambycidae.